# Garovaglia baeuerlenii
Garovaglia baeuerlenii là một loài Rêu trong họ Pterobryaceae. Loài này được (Geh.) Paris miêu tả khoa học đầu tiên năm 1896.